# Барбра Страйсънд
Ба̀рбра Стра̀йсънд  (на английски: Barbra Streisand, в България позната още като Барбара Стрейзънд) е американска певица, театрална и кино актриса, композиторка, филмова продуцентка, режисьорка.
Носителка е на 2 награди „Оскар“ – за „Най-добра актриса“ и за „Най-оригинална песен“. Тя е сред малкото артисти, печелили всичките четири най-престижни награди „Оскар“ (за кино), „Еми“ (за телевизия), „Грами“ (за музика) и „Тони“ (за театър).

## Ранни години
Родена под името Барбара Джоуан Страйсънд на 24 април 1942 г. в Уилямсбърг, Бруклин, Ню Йорк, по-късно се мести в друг район на Бруклин. Нейният баща, Еманюъл, умира, когато тя е само на 15 месеца, и за продължителен период от живота си тя изгражда доста бурни отношения с пастрока си Луис Кайнд. Нейната добронамерена майка, Даяна, не окуражава дъщеря си да развива кариера в шоубизнеса, убедена, че Барбара не е достатъчно атрактивна. Този критицизъм твърде много ѝ е насаждан и през по-голямата част от живота ѝ я прави несигурна относно външността си въпреки огромния успех във всички области на шоубизнеса. Възпитана е в прочутия Ерасмъс Хоул Хай Скул, където завършва четвърта в класа си през 1959 г. заедно с бъдещия научен сътрудник Нийл Даймънд. Страйсънд никога не е посещавала колеж.

## Ранна певческа, театрална и телевизионна кариера
Следвайки примера на конкуренцията в музиката, тя започва като певица в нощен клуб още на тийнейджърска възраст. Но мечтата ѝ е да бъде актриса и участва в едно от изданията на Off-Off-Broadway заедно с една от известните по това време актриси Джоан Ривърс, когато приятелят ѝ Бари Денън ѝ помага в оформянето на имиджа за клубна изява – първото ѝ участие е в гей бар в Манхатънския Грийнуич Вилидж през 1960, където тя се радва на голям успех като певица. Някъде по това време тя съкращава първото си име на Барбра, за да го направи по-характерно.
През 1962 г. Страйсънд се появява на Бродуей в малка, но звездна роля в мюзикъла „Мога да ти го продам на едро“ (1962) и тя бързо подписва първия си договор с Кълъмбия Рекърдс през 1962 г. Първият ѝ албум „The Barbra Streisand Album“ (Албумът на Барбра Страйсънд) печели две награди Грами през 1963. Нейният успех в записите продължава и в един момент, първите три албума на Страйсънд се появяват едновременно в „Билборд поп албум“ топ десет – изумителен подвиг, имайки предвид, че това е времето, когато рокендролът и Бийтълс доминират в класациите.
„Весело момиче“ (1964) на Джул Стайн и Боб Мерил, вдъхновен от живота на Фани Брайс, е създаден специално за Страйсънд, след като Стайн вижда представянето ѝ в „Мога да ти го продам на едро“.
След някои забележителни участия в телевизията като гост, Страйсънд постига по-голям успех в специално издание на Си Би Ес. Първото издание, „Името ми е Барбра“ (1965), от мнозина е считано за най-доброто и е оценено от критици и фенове.

## Певческа кариера
Барбра Страйсънд записва повече от 60 албума, почти всички с марката на Кълъмбия Рекърдс. Нейните ранни творби от 1960-те: (дебютът ѝ „The Second Barbra Streisand Album“ (Вторият албум на Барбра Страйсънд), „The Third Album“ (Третият албум), „My Name Is Barbra“ (Името ми е Барбра) и т.н., са считани за първокласни изяви по театралните и клубни стандарти, включително нейната много добра иронична версия на „Happy Days Are Back Again“ (Щастливите дни се завърнаха). Започвайки с „Името ми е Барбра“, албумите ѝ са често смесица, напомнящи участията ѝ в телевизията.
В началото на 1969 г. Страйсънд работи със съвременни текстописци; парчетата са с рок елементи, но накрая открива успеха с поп- и баладо-ориентирано звучене, Ричард Пери – продуцирал „Смразяващ край“ през 1971, който Лаура Ниро написва, се превръща в голям хит.
През 1970-те години тя стои високо в поп класациите под номер едно с парчета като „The Way We Were“ (Каквито бяхме), „Evergreen“ (Вечнозелена), „No More Tears (Enough Is Enough)“ (Без повече сълзи (Стига толкова) и „Woman in Love“ (Влюбена жена) (някои от тях са използвани в саундтраковете към нейни филми).
Когато краят на 1970-те години наближава, Страйсънд е спрягана за най-успешната изпълнителка в Съединените щати; само Елвис Пресли и Бийтълс имат повече продадени албуми. През 1982 г. музикалният критик Стивън Холдън пише, че Страйсънд е „най-влиятелната певица в американската поп музика наред с Франк Синатра“.
Страйсънд се завръща към театрално-музикалните си корени през 1985 с „The Broadway Album“ (Бродуейски албум). Той жъне неочакван комерсиален успех, задържал се под номер едно в Билборд за три поредни седмици и станал три пъти платинен. Албумът съдържа някои песни, специално преработени от Стивън Съндейм, добре приет от критиците и номиниран за Албум на годината. Той прави Страйсънд носителка на осмата ѝ награда „Грами“ за най-добра изпълнителка.
През 1991 г. четворка дискове, обединени в едно и озаглавени „Just for the Record…“, са издадени. Те отразяват цялата кариера на Страйсънд до издаването на албума. Отделен диск, наречен „Най-важното от Just for the record“, обхваща две части с парчета, включващи изпълнения на живо, най-великите хитове и други от нейните ранни записи до 1991 г.
През 1992 г. отново е обявена за най-влиятелен артист от „Ню Йорк Таймс“ заради връзката си с президента Бил Клинтън. Концертът на Страйсънд в действителност тласка Клинтън под прожекторите в центъра на вниманието. По-късно Барбра се включва в церемонията по встъпването му в длъжност като президент през 1992. Въпреки това Страйсънд поддържа музикалната си кариера. Концертното турне връща вниманието към нея и тя организира и подготвя събитието близо две години поради големия си страх от сцената. Година по-късно прави още една песен номер едно „Back to Broadway“ (Завръщане към Бродуей) (друго мелодично-тематично парче). През септември 1993 г. е отново в центъра на новините, съобщавайки за своя първи публичен концерт от 27 години насам. Билетите за събитието са ограничени и разпродадени за по-малко от час. Страйсънд е на корицата на всяко по-голямо списание, в очакване на турнето, списание „Таймс“ го нарича „Музикалното събитие на века“. Турнето е едно от най-големите събития в историята, обсъждани от всички медии. Цените на билетите, вариращи от 50 до 1500 долара, правят Страйсънд най-скъпо платения концертен изпълнител в историята. „Barbra Streisand: The Concert“ (Барбра Страйсънд: Концертът) се превръща в най-впечатляващия концерт на годината; печели две награди „Еми“, престижната награда „Пибоди“, влиза в предаванията на HBO и е с най-висок рейтинг в 30-годишната история на НВО.
В навечерието на Нова година през 1999 г. тя се завръща на концертната сцена, натрупвайки още личен триумф заради най-големия соло-концерт в Лас Вегас. В края на последния милениум тя все още е изпълнителка номер едно в Съединените щати, с най-малко два номер едно албума за всяко десетилетие, откакто е започнала кариерата си.

## Филмова кариера
Нейният първи филм е по бродуейския ѝ хит „Весело момиче“ (Funny Girl) (1968), за който печели наградата за най-добра актриса на Академията за 1968 година, споделена с Катрин Хепбърн („Лъвът през зимата“), която за първи път е номинирана за Оскар в тази категория. Следващите ѝ два филма също са основани на мюзикълите „Здравей, Доли“ (Hello, Dolly!) (1969) на Джери Хърман и „В ясен ден ще прогледнеш завинаги“ (On a Clear Day You Can See Forever) (1970) на Алън Джей Лърнър и Бъртън Лейн, докато четвъртият ѝ филм „Бухалът и писаната]]“ (The Owl and the Pussycat) (1970) е поставен на Бродуей.
Участва в оригиналната ексцентрична комедия „Какво става, докторе?“ (What's Up, Doc?) (1972) с Райън О'Нийл и „Заради Пийт“ (For Pete's Sake) (1974) и в извънредно успешната драма „Каквито бяхме“ (The Way We Were) с Робърт Редфорд. Нейната втора награда на Академията е за най-оригинална песен като композитор на песента „Evergreen“ (Вечнозелена) от филма „Роди се звезда“ (A Star Is Born) (1976) и е първият път, когато жена получава тази награда (макар че самият филм е широко критикуван като суетен проект).
Заедно с Пол Нюман и Сидни Поатие Барбра основава „Фърст Артист Продъкшън Къмпъни“ през 1969 г., така че тези актьори да могат сами да издават и защитават собствените си филмови проекти. Инициалите на Страйсънд се подвизават под „Фърст Артист“, докато не идва големият успех „Вдигни пясъчната кутия“ (Up the Sandbox) (1972).
През 1970 г. играе гола до кръста в сцена от „Бухалът и писаната“. Скоро съжалява за сцената и изкупува всички копия на филма, и заличават сцената. Когато списание „Хай Съсайъти“ публикува по-късно оригиналните снимки на нейните голи гърди, Страйсънд ги дава под съд.
Продуцира един от собствените си филми, поставен от „Баруъд Филмс“ през 1972 г. При „Йентъл“ (Yentl) (1983) тя е продуцент, режисьор, сценарист и звезда, доста умело прави това повторно и при „Принцът на приливите“ (The Prince of Tides) (1991) г. Стивън Спилбърг нарича „Йентъл“ шедьовър и много критици го възхваляват заедно с „Принцът на приливите“. Възниква спор, когато „Йентъл“ получава пет номинации за наградата на Академията, но нито една за най-важните категории за най-добър образ, актриса или режисьор. Възникват още дебати, когато „Принцът на приливите“ получава също толкова номинации, включително и за най-добър образ, но Страйсънд все още не е отличена за най-добър режисьор. Някои са на мнение, че нейната всеизвестна безкомпромисност и безпощадно поведение са причина за незачитането ѝ, докато други смятат, че Холивуд я наказва заради това, че е жена и че ако мъж го бе направил по същия начин, то той би получил признанието.
През 2004 г. Страйсънд временно се завръща в киното в комедията „Запознай ме с вашите“ (Meet the Fockers). Играе с Дъстин Хофман, Бен Стилър и Робърт Де Ниро. Филмът е много успешен и трупа положителни рецензии, особено за представянето на Страйсънд като безпощадната майка на Стилър.

## Личен живот
Барбра Страйсънд се омъжва два пъти. Първият ѝ съпруг е актьорът Елиът Гулд – от 1963 до 1971 г. Те имат един син, Джейсън Гулд. Вторият ѝ съпруг е актьорът Джеймс Броулин, с когото са женени от 1997 г. Те нямат заедно деца, но Броулин има две деца от първия си брак и едно – от втория.

## Награди
През годините е носителка на награда във всяка област, в която е работила. Този „голям шлем“ е успех, който не е повторен от друг изпълнител в историята. Сред многобройните ѝ награди са две награди „Оскар“, шест „Еми“, единайсет „Златен глобус“, десет „Грами“, награда „Томи“, две „Кейбъл Ейс“, наградата на Американския филмов институт за цялостен принос, както и някои други награди.
През 1995 г. получава „Грами“ за цялостен принос. През 2005 г. нейният американски албум я нарежда сред първите изпълнителки в Съединените щати.

## Участия в Бродуей
- „Мога да ти го продам на едро“ (1962) – номинация на „Томи“ за най-добро представяне в мюзикъл
- „Весело момиче“ (1964) – номинация на „Томи“ за най-добра главна женска роля в мюзикъл

## Филмография
| Година | Филм                              | Оригинално заглавие                | Роля                    | Режисьор         | Бележки                    |
| ------ | --------------------------------- | ---------------------------------- | ----------------------- | ---------------- | -------------------------- |
| 1968   | Весело момиче                     | Funny Girl                         | Фани Брайс              | Уилям Уайлър     |                            |
| 1969   | Здравей, Доли!                    | Hello, Dolly!                      | Доли Леви               | Джийн Кели       |                            |
| 1970   | В ясен ден ще прогледнеш завинаги | On a Clear Day You Can See Forever | Дейзи Гембъл            | Винсънт Минели   |                            |
| 1970   | Бухалът и писаната                | The Owl and the Pussycat           | Дорис                   | Хърбърт Рос      |                            |
| 1972   | Какво става, докторе?             | What's Up, Doc?                    | Джуди Максуел           | Питър Богданович |                            |
| 1972   | Вдигни пясъчната кутия            | Up the Sandbox                     | Маргарет Рейнолдс       | Ървин Кършнър    |                            |
| 1973   | Каквито бяхме                     | The Way We Were                    | Кейти                   | Сидни Полак      |                            |
| 1974   | Заради Пит                        | For Pete's Sake                    | Хенриета „Хенри“ Робинс | Питър Йейтс      |                            |
| 1975   | Весела жена                       | Funny Lady                         | Фани Брайс              | Хърбърт Рос      |                            |
| 1976   | Роди се звезда                    | A Star Is Born                     | Естър Хофман            | Франк Пиърсън    | също главен продуцент      |
| 1979   | Главното събитие                  | The Main Event                     | Хилъри Крамър           | Хауърд Циф       | също продуцент             |
| 1981   | Цялата нощ                        | All Night Long                     | Шерил Гибънс            | Жан-Клод Трамонт |                            |
| 1983   | Йентъл                            | Yentl                              | Йентъл                  | Барбра Страйсънд | също продуцент и сценарист |
| 1987   | Глупости                          | Nuts                               | Клаудия Дрейпър         | Мартин Рит       | също продуцент             |
| 1991   | Принцът на приливите              | The Prince of Tides                | Д-р Сюзън Лоунстейн     | Барбра Страйсънд | също продуцент             |
| 1996   | Огледалото е с две лица           | The Mirror Has Two Faces           | Роуз Морган             | Барбра Страйсънд | също продуцент             |
| 2004   | Запознай ме с вашите              | Meet the Fockers                   | Роуз Фокър              | Джей Роуч        |                            |
| 2010   | Запознай се с малките             | Little Fockers                     | Роуз Фокър              | Пол Вайц         |                            |
| 2012   | Гузен негонен                     | The Guilt Trip                     | Джойс Брустър           | Ан Флетчер       |                            |

## Дискография

### Студийни албуми
| - 1963 – The Barbra Streisand Album - 1963 – The Second Barbra Streisand Album - 1964 – The Third Album - 1964 – People - 1965 – My Name Is Barbra - 1965 – My Name Is Barbra, Two… - 1966 – Color Me Barbra - 1966 – Je m'appelle Barbra - 1967 – Simply Streisand - 1967 – A Christmas Album - 1968 – A Happening in Central Park - 1969 – What About Today? - 1971 – Stoney End - 1971 – Barbra Joan Streisand - 1973 – Barbra Streisand…and Other Musical Instruments - 1974 – The Way We Were - 1974 – ButterFly - 1975 – Lazy Afternoon - 1976 – Classical Barbra - 1976 – A Star Is Born | - 1977 – Superman - 1978 – Songbird - 1979 – Wet - 1980 – Guilty - 1981 – Memories - 1983 – Yentl - 1984 – Emotion - 1985 – The Broadway Album - 1988 – Till I Loved You - 1993 – Back to Broadway - 1997 – Higher Ground - 1999 – A Love like Ours - 2001 – Christmas Memories - 2003 – The Movie Album - 2005 – Guilty Pleasures - 2009 – Love Is the Answer - 2011 – What Matters Most - 2014 – Partners - 2016 – Encore: Movie Partners Sing Broadway - 2018 – Walls |

### Сборни албуми
- 1970 – Barbra Streisand's Greatest Hits
- 1978 – Barbra Streisand's Greatest Hits Vol. 2
- 1981 – Memories
- 1989 – A Collection: Greatest Hits… and More
- 1991 – Just for the Record…
- 2002 – The Essential Barbra Streisand
- 2002 – Duets
- 2003 – The Ultimate Collection
- 2010 – Barbra: The Ultimate Collection
- 2012 – Release Me
- 2013 – The Classic Christmas Album

### Концертни албуми
- 1968 – A Happening in Central Park
- 1972 – Live Concert at the Forum
- 1987 – One Voice
- 1994 – The Concert
- 1995 – The Concert: Highlights
- 2000 – Timeless: Live in Concert
- 2007 – Live in Concert 2006
- 2013 – Back to Brooklyn